# Аматриче
Аматриче (італ. Amatrice) — муніципалітет в Італії, у регіоні Лаціо, провінція Рієті.
Аматриче розташоване на відстані близько 110 км на північний схід від Рима, 45 км на північний схід від Рієті.
Населення — 2660 осіб (2014).
Щорічний фестиваль відбувається Domenica dell'Ascensione. Покровитель — Santa Maria di Filetta.

## Демографія
Населення за роками:

Станом на 1 січня 2023 року в муніципалітеті офіційно проживало 135 іноземців з 25 країн, серед них 62 громадяни країн Євросоюзу та 3 громадяни України.

## Сусідні муніципалітети
- Аккумолі
- Кампотосто
- Читтареале
- Кортіно
- Кроньялето
- Монтереале
- Рокка-Санта-Марія
- Валле-Кастеллана

## Катастрофи

### Землетрус 2016 року
24 серпня 2016 року, о 03:36 за місцевим часом, у центральній Італії, на південь від міста Перуджа, стався сильний землетрус магнітудою 6,4 бали з епіцентром на глибині 10 км. Серії поштовхів завдали серйозних руйнувань цілій низці міст та сіл, зокрема, Аккумолі, Аматриче, Поста та Аркуата-дель-Тронто.
«Половини міста більше немає. Люди потрапили в пастку під шаром щебеню», — заявив мер міста Аматриче Серджіо Піроцці.
За його словами, під'їзні шляхи до міста заблоковані. Градоначальник попросив допомоги для їх звільнення.
«У нас стався зсув на одну з доріг, коли інша, яка веде з міста, проходить по мосту, який ось-ось розвалиться. Люди збираються у спортивних центрах. У нас немає електрики», — розповів Піроцці.
Точної інформації про кількість жертв ще немає. Видання «La Repubblica» повідомляє, що, станом на ранок 24 серпня загинуло щонайменше 14 людей, хоча більшість людей знаходиться під завалами.
Станом, на 20:00, за місцевим часом, кількість загиблих внаслідок землетрусу зросла до 120 осіб.